# Contea di Collie
La contea di Collie è una delle dodici Local Government Areas che si trovano nella regione di South West, in Australia Occidentale. Essa si estende su di una superficie di circa 1.685 chilometri quadrati ed ha una popolazione di 8.614 abitanti.